# Puccinia deyeuxiae-scabrescentis
Puccinia deyeuxiae-scabrescentis är en svampart som beskrevs av Y.Z. Wang & S.X. Wei 1980. Puccinia deyeuxiae-scabrescentis ingår i släktet Puccinia och familjen Pucciniaceae.   Inga underarter finns listade i Catalogue of Life.